# Courmayeur Ladies Open 2021
Courmayeur Ladies Open 2021 byl tenisový turnaj pořádaný jako součást ženského okruhu WTA Tour, hraný ve Sportovním středisku Courmayeuru na krytých dvorcích s tvrdým povrchem. Probíhal mezi 25. až 31. říjnem 2021 v italském Courmayeuru jako úvodní ročník turnaje.
Turnaj s rozpočtem 235 238 dolarů patřil do kategorie WTA 250. Pod odhlášení dvou nejvýše nasazených se nejlépe postavenou hráčkou ve dvouhře stala čtyřicátá druhá tenistka světa Ljudmila Samsonovová z Ruska, kterou v semifinále vyřadila Dánka Clara Tausonová. Jako poslední přímá účastnice do dvouhry nastoupila 151. hráčka žebříčku, Ruska Anna Kalinská.
Třetí singlový titul na okruhu WTA Tour vybojovala Chorvatka Donna Vekićová. Čtyřhru vyhrály Číňanky Wang Sin-jü a Čeng Saj-saj, které v této úrovni tenisu získaly premiérovou společnou trofej.

## Rozdělení bodů a finančních odměn

### Rozdělení bodů
| Soutěž  | Soutěž | vítězky | finalistky | semifinalistky | čtvrtfinalistky | 16 v kole | 32 v kole | Q  | Q2 | Q1 |
| ------- | ------ | ------- | ---------- | -------------- | --------------- | --------- | --------- | -- | -- | -- |
| dvouhra | [ 2 ]  | 280     | 180        | 110            | 60              | 30        | 1         | 18 | 12 | 1  |
| čtyřhra | [ 5 ]  | 280     | 180        | 110            | 60              | 1         | —         | —  | —  | —  |

### Finanční odměny
| Soutěž                              | Soutěž      | vítězky  | finalistky | semifinalistky | čtvrtfinalistky | 16 v kole | 32 v kole | Q2      | Q1      |
| ----------------------------------- | ----------- | -------- | ---------- | -------------- | --------------- | --------- | --------- | ------- | ------- |
| dvouhra                             | [ 2 ] [ 6 ] | 29 200 $ | 16 398 $   | 10 100 $       | 5 800 $         | 3 675 $   | 2 675 $   | 1 950 $ | 1 270 $ |
| čtyřhra                             | [ 5 ]       | 10 300 $ | 6 000 $    | 3 800 $        | 2 300 $         | 1 750 $   | —         | —       | —       |
| částka ve čtyřhře je uvedena na pár |             |          |            |                |                 |           |           |         |         |

## Ženská dvouhra

### Nasazení
| Stát                          | Hráčka               | WTA | Nasazení |
| ----------------------------- | -------------------- | --- | -------- |
| Tunisko                       | Ons Džabúrová        | 8.  | 1.       |
| Itálie                        | Camila Giorgiová     | 36. | 2.       |
| Rusko                         | Ljudmila Samsonovová | 42. | 3.       |
| Chorvatsko                    | Petra Martićová      | 47. | 4.       |
| Dánsko                        | Clara Tausonová      | 48. | 5.       |
| USA                           | Alison Riskeová      | 49. | 6.       |
| Itálie                        | Jasmine Paoliniová   | 54. | 7.       |
| Čína                          | Čang Šuaj            | 55. | 8.       |
| USA                           | Ann Liová            | 60. | 9.       |
| Ukrajina                      | Dajana Jastremská    | 76. | 10.      |
| Žebříček WTA k 18. říjnu 2021 |                      |     |          |

### Jiné formy účasti
Následující hráčky obdržely divokou kartu do hlavní soutěže:
- Martina Caregarová
- Jessica Pieriová
- Lucrezia Stefaniniová

Následující hráčky nastoupily pod žebříčkovou ochranou:
- Vitalija Ďjačenková
- Kateryna Kozlovová
- Mandy Minellaová

Následující hráčky si zajistily postup do hlavní soutěže v kvalifikaci:
- Aliona Bolsovová
- Cristina Bucșová
- Martina Di Giuseppeová
- Giulia Gatto-Monticoneová
- Stephanie Wagnerová
- Čeng Čchin-wen

Následující hráčky postoupily z kvalifikace jako šťastné poražené:
- Urszula Radwańská
- Ankita Rainová

### Odhlášení
před zahájením turnaje
- Belinda Bencicová → nahradila ji  Kamilla Rachimovová
- Danielle Collinsová → nahradila ji  Anna Kalinská
- Camila Giorgiová → nahradila ji  Urszula Radwańská
- Ons Džabúrová → nahradila ji  Ankita Rainová
- Tereza Martincová → nahradila ji  Mandy Minellaová
- Greet Minnenová → nahradila ji  Sie Šu-wej
- Nuria Párrizasová Díazová → nahradila ji  Donna Vekićová
- Jelena Rybakinová → nahradila ji  Kateryna Kozlovová
- Maria Sakkariová → nahradila ji  Stefanie Vögeleová
- Kateřina Siniaková → nahradila ji  Lucia Bronzettiová
- Sara Sorribesová Tormová → nahradila ji  Magdalena Fręchová

## Ženská čtyřhra

### Nasazení
| Stát                                                                      | Hráčka             | Stát     | Hráčka                | WTA  | Nasazení |
| ------------------------------------------------------------------------- | ------------------ | -------- | --------------------- | ---- | -------- |
| Česko                                                                     | Marie Bouzková     | Česko    | Lucie Hradecká        | 67.  | 1.       |
| Ukrajina                                                                  | Nadija Kičenoková  | Rumunsko | Ioana Raluca Olaruová | 73.  | 1.       |
| Japonsko                                                                  | Eri Hozumiová      | Čína     | Čang Šuaj             | 83.  | 3.       |
| Francie                                                                   | Elixane Lechemiová | USA      | Sabrina Santamariová  | 141. | 4.       |
| Žebříček WTA k 18. říjnu 2021; číslo je součtem umístění obou členek páru |                    |          |                       |      |          |

### Jiné formy účasti
Následující páry obdržely divokou kartu do hlavní soutěže:
- Lucia Bronzettiová /  Martina Caregarová
- Giulia Gatto-Monticoneová /  Lisa Pigatová

Následující pár nastoupil z pozice náhradníka:
- Natalja Vichljancevová /  Čeng Čchin-wen

### Odhlášení
před zahájením turnaje
- Cristiana Ferrandová /  Sie Šu-wej → nahradily je  Natalja Vichljancevová /  Čeng Čchin-wen
- Darija Juraková /  Andreja Klepačová → nahradily je  Vitalija Ďjačenková /  Alexandra Panovová
- Julia Lohoffová /  Kamilla Rachimovová → nahradily je  Aliona Bolsovová /  Kamilla Rachimovová

## Přehled finále

### Ženská dvouhra
- Donna Vekićová vs.  Clara Tausonová 7–6(7–3), 6–2

### Ženská čtyřhra
- Wang Sin-jü /  Čeng Saj-saj vs.  Eri Hozumiová /  Čang Šuaj 6–4, 3–6, [10–5]